# 지수열
복소기하학에서, 지수열(指數列, 영어: exponential sequence)은 복소수의 지수 함수로부터 유도되는 층들의 긴 완전열이다.

## 정의
복소다양체 {\displaystyle M} 위에서, {\displaystyle {\mathcal {O}}_{M}}이 정칙 함수의 층, {\displaystyle {\mathcal {O}}_{M}^{\times }}이 가역 정칙 함수의 층이라고 하자. 이는 둘 다 아벨 군의 층이다. 그렇다면, 지수 함수
{\displaystyle \exp(2\pi i\cdot (-))\colon \mathbb {C} \to \mathbb {C} ^{\times }}
로부터, 층의 사상
{\displaystyle \exp \colon {\mathcal {O}}_{X}\to {\mathcal {O}}_{X}^{\times }}
을 정의할 수 있다. 이로 인하여, 다음과 같은 층의 짧은 완전열이 존재한다.
{\displaystyle 0\to {\underline {\mathbb {Z} }}\to {\mathcal {O}}_{M}{\xrightarrow {\exp(2\pi i\cdot )}}{\mathcal {O}}_{M}^{\times }\to 0}
여기서 {\displaystyle {\underline {\mathbb {Z} }}}는 {\displaystyle \mathbb {Z} }의 값을 갖는 상수층이다.
임의의 열린집합 {\displaystyle U\subseteq M}에 대하여, 단면 함자 {\displaystyle \Gamma (U;-)}를 취하면, 다음과 같은 긴 완전열을 얻는다.
{\displaystyle 0\to H^{0}(U;{\underline {\mathbb {Z} }})\to H^{0}(U;{\mathcal {O}}_{M})\to H^{0}(U;{\mathcal {O}}_{M}^{\times })\to H^{1}(U;{\underline {\mathbb {Z} }})\to H^{1}(U;{\mathcal {O}}_{M})\to H^{1}(U;{\mathcal {O}}_{M}^{\times })\to H^{2}(U;{\underline {\mathbb {Z} }})\to H^{2}(U;{\mathcal {O}}_{M})\to H^{2}(U;{\mathcal {O}}_{M}^{\times })\to \cdots }
이를 지수열이라고 한다.:446–447, §B.5

## 성질

### 로그의 존재
지수열
{\displaystyle 0\to H^{0}(U;{\underline {\mathbb {Z} }})\to H^{0}(U;{\mathcal {O}}_{M}){\xrightarrow {\exp(2\pi i\cdot )}}H^{0}(U;{\mathcal {O}}_{M}^{\times })\to H^{1}(U;{\underline {\mathbb {Z} }})}
에서, 지수 함수 {\displaystyle \exp }의 역함수 {\displaystyle \log }가 (적어도 하나 이상) 존재하려면, {\displaystyle \exp }가 전사 함수여야 한다. 따라서, {\displaystyle U}가 단일 연결 공간이라면 ({\displaystyle H^{0}(U;\mathbb {Z} )\cong H^{1}(U;\mathbb {Z} )\cong 0}), 어디서도 0이 아닌 모든 함수는 (적어도 하나의) 로그를 취할 수 있다.
예를 들어, {\displaystyle U=\mathbb {C} ^{\times }}인 경우, {\displaystyle z\mapsto 1/z}는 어디서도 0이 아니지만, 로그를 취할 수 없다.

### 천 특성류
지수열
{\displaystyle \cdots \to H^{1}(U;{\underline {\mathbb {Z} }})\to H^{1}(U;{\mathcal {O}}_{M})\to H^{1}(U;{\mathcal {O}}_{M}^{\times })\to H^{2}(U;{\underline {\mathbb {Z} }})\to H^{2}(U;{\mathcal {O}}_{M})\to \cdots }
에서, {\displaystyle H^{1}(U;{\mathcal {O}}_{M}^{\times })}는 {\displaystyle U}의 피카르 군(해석적 선다발의 텐서곱군)이다.:446–447 따라서, 사상 {\displaystyle H^{1}(U;{\mathcal {O}}_{M}^{\times })\to H^{2}(M;\mathbb {Z} )}는 해석적 선다발을 그 천 특성류로 대응시킨다.
만약 {\displaystyle U}가 슈타인 다양체인 경우, 카르탕 B정리에 의하여
{\displaystyle H^{1}(U;{\mathcal {O}}_{M})\cong H^{2}(U;{\mathcal {O}}_{M})\cong 0}
이다. 따라서
{\displaystyle H^{1}(U;{\mathcal {O}}_{M}^{\times })\cong H^{2}(U;\mathbb {Z} )}
이다. 즉, 해석적 선다발들은 2차 코호몰로지류와 (천 특성류에 의하여) 일대일 대응한다.

## 예
{\displaystyle \Sigma _{g}}가 종수 {\displaystyle g}의 연결 콤팩트 리만 곡면이라고 하자. 그렇다면 특이 코호몰로지 군들은 다음과 같다.
{\displaystyle H^{1}(\Sigma _{g};{\underline {\mathbb {Z} }})\cong \mathbb {Z} ^{2g}}
{\displaystyle H^{0}(\Sigma _{g};{\underline {\mathbb {Z} }})\cong H^{2}(\Sigma _{g};{\underline {\mathbb {Z} }})\cong \mathbb {Z} }
{\displaystyle H^{i}(\Sigma _{g};{\underline {\mathbb {Z} }})=0\qquad \forall i>2}
또한, 연결 콤팩트 리만 곡면 위의 정칙 함수는 상수 함수밖에 없으므로, 다음이 성립한다.
{\displaystyle H^{0}(\Sigma _{g};{\mathcal {O}}_{\Sigma _{g}})\cong \mathbb {C} }
{\displaystyle H^{0}(\Sigma _{g};{\mathcal {O}}_{\Sigma _{g}})\cong \mathbb {C} ^{\times }}
또한, 돌보 코호몰로지에 의하여 다음이 성립한다.
{\displaystyle H^{1}(\Sigma _{g};{\mathcal {O}}_{\Sigma _{g}})\cong \mathbb {C} ^{h^{0,1}}=\mathbb {C} ^{g}}
{\displaystyle H^{p}(\Sigma _{g};{\mathcal {O}}_{\Sigma _{g}})\cong \mathbb {C} ^{h^{0,p}}=0\qquad \forall p>1}
따라서, 지수열은 다음과 같다.
{\displaystyle 0\to \mathbb {Z} \to \mathbb {C} \to \mathbb {C} ^{\times }\to \mathbb {Z} ^{2g}\to \mathbb {C} ^{g}\to \operatorname {Pic} (\Sigma _{g})\to \mathbb {Z} \to 0\to 0\to 0\to \cdots }
여기서, {\displaystyle \exp(2\pi i\cdot )\colon \mathbb {C} \to \mathbb {C} ^{\times }}는 전사 함수이므로, 이 부분은 끊어 없앨 수 있다. 따라서, 지수열의 자명하지 않은 부분은 다음과 같다.:447
{\displaystyle 0\to \mathbb {Z} ^{2g}\to \mathbb {C} ^{g}\to \operatorname {Pic} (\Sigma _{g})\to \mathbb {Z} \to 0}
따라서, 야코비 다양체(피카르 군의 항등원의 연결 성분)는 다음과 같다.
{\displaystyle \operatorname {J} (\Sigma _{g})=\operatorname {Pic} ^{0}(\Sigma _{g})\cong \mathbb {C} ^{g}/\mathbb {Z} ^{2g}}
또한, 네롱-세베리 군은 다음과 같다.
{\displaystyle \operatorname {NS} (\Sigma _{g})=\operatorname {Pic} (X)/\operatorname {J} (\Sigma _{g})=\mathbb {Z} }
이 동형은 인자의 차수에 의하여 주어진다.

## 같이 보기
- 쿠쟁 문제